# Birinşi Lïga 2017
La Birinşi Lïga 2017 è stata la 23ª edizione della seconda serie del campionato kazako di calcio. La stagione è iniziata il 15 aprile 2017 ed è terminata il 9 novembre successivo.

## Stagione

### Novità
Al termine della stagione 2016 non ci sono state retrocessioni in Ekinşi Lïga, tuttavia l'Altaı (che aveva inizialmente vinto lo spareggio-promozione contro il Taraz) non è stato ammesso al campionato, mentre il Bäýterek si è sciolto. Dalla Qazaqstan Prem'er Ligasy è retrocesso il Jetisý, mentre il Taraz è stato riammesso in massima serie. Dalla Ekinşi Lïga è salita la seconda squadra del Qairat. Il numero delle squadre si è ridotto da dieci a nove

### Formula
Le nove squadre partecipanti si affrontano tre volte, per un totale di 24 giornate.

Le prime due classificate vengono promosse alla Qazaqstan Prem'er Ligasy 2018.
La terza classificata gioca lo spareggio con la terzultima classificata della Qazaqstan Prem'er Ligasy.

## Classifica
|  | Pos. | Squadra          | Pt | G  | V  | N | P  | GF | GS | DR  |
|  | ---- | ---------------- | -- | -- | -- | - | -- | -- | -- | --- |
|  | 1.   | Jetisý           | 62 | 24 | 20 | 2 | 2  | 53 | 10 | +43 |
|  | 2.   | Qyzyljar         | 44 | 24 | 13 | 5 | 6  | 37 | 22 | +15 |
|  | 3.   | Qairat Akademija | 40 | 24 | 11 | 7 | 6  | 38 | 27 | +11 |
|  | 4.   | Maqtaaral        | 35 | 24 | 9  | 8 | 7  | 30 | 26 | +4  |
|  | 5.   | Baıqońyr         | 33 | 24 | 9  | 6 | 9  | 30 | 29 | +1  |
|  | 6.   | Shahter-Bolat    | 31 | 24 | 9  | 4 | 11 | 29 | 40 | -11 |
|  | 7.   | Qyran            | 29 | 24 | 7  | 8 | 9  | 27 | 36 | -9  |
|  | 8.   | Kaspıı           | 15 | 24 | 3  | 6 | 15 | 14 | 36 | -22 |
|  | 9.   | Ekibastuz        | 10 | 24 | 2  | 4 | 18 | 18 | 50 | -32 |

Legenda:
      Promossa in Qazaqstan Prem'er Ligasy 2018
 Ammessa allo spareggio promozione-retrocessione
Note:
Tre punti a vittoria, uno a pareggio, zero a sconfitta.

## Spareggio promozione/retrocessione
|         | Risultati |           | Luogo e data            |
| ------- | --------- | --------- | ----------------------- |
| Aqjaıyq | 2 - 1     | Maqtaaral | Astana, 9 novembre 2017 |